# Benetússer
Benetússer (Spanisch: Benetúser) ist eine Gemeinde in der spanischen Provinz Valencia. Sie befindet sich in der Comarca Huerta Sur. Sie befindet sich an der Bahnstrecke Valencia–Alicante.

## Geografie
Das Gemeindegebiet von Benetússer grenzt nur an zwei Gemeinden, Alfafar und Paiporta, obwohl es enge Nachbarschaftsbeziehungen mit anderen Gemeinden wie Massanassa oder Sedaví oder dem valencianischen Bezirk La Torre de Valencia hat, deren städtische Zentren näher liegen als das von Paiporta.

## Geschichte
Mit dem Wachstum der Metropolregion von Valencia ist die Bevölkerung der Gemeinde enorm expandiert.

## Demografie
| 996 | 1.216 | 1.421 | 2.517 | 3.436 | 3.954 | 5.907 | 10.062 | 13.488 | 13.891 | 13.961 | 13.425 | 14.799 |